# Pilea insolens
Pilea insolens är en nässelväxtart som beskrevs av Hugh Algernon Weddell. Pilea insolens ingår i släktet pileor, och familjen nässelväxter. Inga underarter finns listade i Catalogue of Life.